# Rvati (gmina Raška)
Rvati (cyr. Рвати) – wieś w Serbii, w okręgu raskim, w gminie Raška. W 2011 roku liczyła 620 mieszkańców.